# Serge Reding
Serge Yvan Arthur Reding (ur. 23 grudnia 1941 w Auderghem, zm. 28 czerwca 1975 w Manili) – belgijski sztangista. Srebrny medalista olimpijski z Meksyku.
Startował w wadze ciężkiej oraz superciężkiej (ponad 90 kg). Brał udział w trzech igrzyskach (IO 64, IO 68, IO 72), w 1968 zajął drugie miejsce w wadze ciężkiej. Trzy razy był drugi w mistrzostwach świata (1969, 1971, 1974). Na mistrzostwach Europy zwyciężył w 1969, był drugi w 1968 oraz trzeci w 1964 i 1974. Pobił 6 oficjalnych rekordów globu.